# Anna Carlotta di Lorena
Anna Carlotta di Lorena (Lunéville, 17 maggio 1714 – Mons, 7 novembre 1773) fu Principessa-badessa di Remiremont. Fu la minore tra le femmine dei tredici figli di Leopoldo, Duca di Lorena e di sua moglie Elisabetta Carlotta d'Orléans. Sua madre era nipote di Luigi XIV di Francia e sorella di Filippo II, Duca d'Orléans Reggente di Francia durante la minore età di Luigi XV.

## Biografia

### Infanzia
Anna Carlotta nacque al Castello di Lunéville poiché la capitale della Lorena, Nancy era occupata dalle truppe francesi di Luigi XIV a causa della Guerra di successione spagnola. Al momento della sua nascita, aveva tre fratelli e una sorella vivi: Leopoldo Clemente, erede al trono sin dalla morte di Luigi nel 1711; Francesco Stefano nato nel 1708; Elisabetta Teresa nata nel 1711; e Carlo Alessandro nato nel 1712. Nel 1718 la madre perse una figlia che morì poco dopo la nascita.
Nel 1719, il castello di Lunéville, dove Anna Carlotta nacque fu danneggiato notevolmente da un incendio.
Anna Carlotta aveva sette anni e mezzo quando andò alla corte francese della sua famiglia materna il Casato Reale dei Borbone. Incontrò sua nonna, la duchessa vedova di Orléans, la princesse Palatine per la prima e ultima volta; l'occasione fu per l'incoronazione di Luigi XV nella Cattedrale di Notre-Dame a Reims. Sua nonna disse che Anna Carlotta era una "piccola bellezza" e che lei ed i suoi fratelli erano stati educati bene, sua madre sarebbe stata sempre lodata per il suo istinto materno. Insolito per il tempo, la madre di Anna Carlotta insistette sul fatto che lei allevasse i suoi figli.

### Negoziati matrimoniali con il Re di Francia
Nel 1723 il padre di Anna Carlotta, Leopoldo, deluso delle sue relazioni con la Francia, decise di inviare il suo erede a Vienna sotto la supervisione di Carlo VI d'Asburgo per terminare i suoi studi. Leopoldo aveva sperato segretamente di far sposare suo figlio all'erede dell'Imperatore, l'Arciduchessa Maria Teresa. Il giovane principe di 16 anni morì in quello stesso anno e di conseguenza suo fratello Francesco Stefano divenne l'erede di Lorena e lasciò Lunéville per Vienna.
Due anni più tardi, la coppia ducale sperò e cercò ferocemente di ottenere che Anna Carlotta sposasse il re di Francia Luigi XV, che all'epoca aveva solo 15 anni. Gli intrighi del primo ministro, il duca di Borbone, principe del sangue, capo della famiglia Condé e grande rivale del Casato degli Orléans lottò anche ferocemente per impedire il matrimonio poiché avrebbe diminuito la loro influenza sul giovane re. Questo non ha impedito al duca di Borbone e la sua amante la marchesa de Prie, di suggerire al re di sposare la sorella del duca, Enrichetta Luisa di Borbone. Nonostante i piani del Primo Ministro, fu scelta Maria Leszczyńska come sposa del sovrano. I genitori di Anna Carlotta furono molto offesi dal fatto che la figlia di un esule polacco sarebbe diventata Regina e non una francese.

### Negoziati matrimoniali con il Duca d'Orléans
Nel 1726, il figlio dell'ormai deceduto Reggente, nipote della duchessa di Lorena, divenne vedovo all'età di 23 anni, sua moglie la Margravia Augusta Maria Giovanna di Baden-Baden, era morta a Parigi di parto. La Duchessa di Lorena, ancora una volta cercò di ottenere un marito per sua figlia, ma fallì, il duca d'Orléans rifiutò tutte le offerte di matrimonio, l'ultima delle quali fatta nel 1729 quando Anna Carlotta aveva solo 15 anni.
Nello stesso anno Anna Carlotta perse il padre Leopoldo. Suo fratello, Francesco Stefano, ancora a Vienna tornò in Lorena. In attesa del ritorno di quest'ultimo, Elisabetta Carlotta prese la Reggenza poiché suo figlio aveva 17 anni. Nel 1737, però, il Ducato di Lorena fu annesso alla Francia in cambio del Granducato di Toscana in base ad un patto tra la Francia e Francesco Stefano.
La duchessa principessa madre ora andò con Anna Carlotta a Vienna. Il matrimonio di Francesco con Maria Teresa, poi permise loro di negoziare il matrimonio della principessa Elisabetta Teresa con Carlo Emanuele III di Sardegna, suo cugino di primo grado e già due volte vedovo. La regina di Sardegna morì quattro anni dopo di parto a Torino.

### Badessa di Remiremont
Verso il matrimonio della sorella con il re di Sardegna, Anna Carlotta aveva 23 anni. Poiché tutte le proposte di matrimonio furono ignorate o rifiutate, Anna Carlotta fu creata badessa della prestigiosa Abbazia di Remiremont in data 10 maggio 1738. Remiremont era stata precedentemente di "proprietà" di sua sorella maggiore Elisabetta Carlotta (che morì prima che Anna Carlotta nascesse) che era stata la badessa titolare della prestigiosa abbazia che aveva molti legami con il Casato di Lorena.
Il suo nuovo titolo provocò irritazione tra alcuni principi sovrani dato che questa abbazia, composta solo da signore dell'alta nobiltà e di cui il dominio temporale includeva un gran numero di città, pone solo l'autorità del papa.
In seguito, Anna Carlotta decise di costruire un sontuoso palazzo abbaziale.

### Vienna
Nel 1744 la Duchessa Vedova di Lorena, Principessa di Commercy morì a 68 anni. Dopo la morte della madre, andò a Vienna. Fu al seguito della famiglia imperiale a Francoforte per vedere l'incoronazione del fratello Francesco come Imperatore il 4 ottobre 1745, giorno di San Francesco. Alla badessa furono data appartamenti nel vasto Castello di Schönbrunn.

### Bruxelles
Nel 1754, all'età di 30 anni, Anna Carlotta fu creata Badessa Secolare del capitolo delle nobili signore di Santa Waudru di Mons: così si recò in Belgio per visitare suo fratello minore Carlo Alessandro era il Governatore dei Paesi Bassi austriaci dal 1744. In qualità di Badessa Secolare, poteva quindi gestire questo monastero per tutto il tempo che rimaneva nel mondo. Nel 1769 decise di innalzare i requisiti di nobiltà per le aspiranti canonichesse, dovevano provare i sedici quarti di nobiltà (ossia che tutti e sedici i trisavoli fossero nobili di nascita). Due anni più tardi, fu nuovamente designata dalla cognata, coadiutrice del monastero di Thorn e poi nel 1757 coadiutrice di quello di Essen.
A Bruxelles, godette di grande influenza su suo fratello, e fece da "first lady". Sebbene Carlo Alessandro fosse vedovo da dieci anni (sua moglie era stata la sorella minore dell'Imperatrice), lei lo rimprovera della sua relazione con Madame de Meuse. Nel 1763, fu designato come coadiutrice e successore di Remiremont la Principessa Cunegonda di Sassonia, sorella della Regina di Napoli e Sicilia e della Delfina di Francia. Nel 1765, partecipò al matrimonio del nipote il futuro Leopoldo II con l'Infanta Maria Luisa di Spagna a Innsbruck; nello stesso anno suo fratello l'imperatore Francesco Stefano morì. Da aprile a settembre 1770, Anna Carlotta fece un ultimo viaggio a Vienna.
Anna Carlotta compì lo stesso percorso stradale fatto da sua nipote, la quattordicenne Arciduchessa Maria Antonia verso il suo matrimonio francese.
Anna Carlotta morì a Mons, nell'attuale Belgio, all'età di 59. Fu sepolta nella Cripta Ducale di Lorena, la Église Saint-François-des-Cordelier. Fu raggiunta da suo fratello Carlo Alessandro nel 1780.

## Antenati
|                                        |                       |                              | Genitori                              |  |  | Nonni |  |  | Bisnonni            |  |  | Trisnonni              |  |
|                                        |                       |                              |                                       |  |  |       |  |  | Nicola II di Lorena |  |  | Francesco II di Lorena |  |
|                                        |                       |                              |                                       |  |  |       |  |  | Nicola II di Lorena |  |  | Francesco II di Lorena |  |
|                                        |                       | Cristina di Salm             |                                       |  |  |       |  |  | Nicola II di Lorena |  |  |                        |  |
| Carlo V di Lorena                      |                       |                              |                                       |  |  |       |  |  | Nicola II di Lorena |  |  |                        |  |
|                                        |                       | Claudia Francesca di Lorena  | Enrico I di Lorena                    |  |  |       |  |  |                     |  |  |                        |  |
|                                        |                       | Claudia Francesca di Lorena  | Enrico I di Lorena                    |  |  |       |  |  |                     |  |  |                        |  |
|                                        |                       | Claudia Francesca di Lorena  | Margherita Gonzaga                    |  |  |       |  |  |                     |  |  |                        |  |
| Leopoldo di Lorena                     |                       | Claudia Francesca di Lorena  |                                       |  |  |       |  |  |                     |  |  |                        |  |
|                                        |                       | Ferdinando III d'Asburgo     | Ferdinando II d'Asburgo               |  |  |       |  |  |                     |  |  |                        |  |
|                                        |                       | Ferdinando III d'Asburgo     | Ferdinando II d'Asburgo               |  |  |       |  |  |                     |  |  |                        |  |
|                                        |                       | Ferdinando III d'Asburgo     | Marianna di Baviera                   |  |  |       |  |  |                     |  |  |                        |  |
| Eleonora Maria Giuseppina d'Austria    |                       | Ferdinando III d'Asburgo     |                                       |  |  |       |  |  |                     |  |  |                        |  |
|                                        |                       | Eleonora Gonzaga-Nevers      | Carlo di Gonzaga-Nevers               |  |  |       |  |  |                     |  |  |                        |  |
|                                        |                       | Eleonora Gonzaga-Nevers      | Carlo di Gonzaga-Nevers               |  |  |       |  |  |                     |  |  |                        |  |
|                                        |                       | Eleonora Gonzaga-Nevers      | Maria Gonzaga                         |  |  |       |  |  |                     |  |  |                        |  |
| Anna Carlotta di Lorena                |                       | Eleonora Gonzaga-Nevers      |                                       |  |  |       |  |  |                     |  |  |                        |  |
|                                        | Luigi XIII di Francia | Enrico IV di Francia         |                                       |  |  |       |  |  |                     |  |  |                        |  |
|                                        | Luigi XIII di Francia | Enrico IV di Francia         |                                       |  |  |       |  |  |                     |  |  |                        |  |
|                                        | Luigi XIII di Francia | Maria de' Medici             |                                       |  |  |       |  |  |                     |  |  |                        |  |
| Filippo I d'Orléans                    | Luigi XIII di Francia |                              |                                       |  |  |       |  |  |                     |  |  |                        |  |
|                                        |                       | Anna d'Austria               | Filippo III di Spagna                 |  |  |       |  |  |                     |  |  |                        |  |
|                                        |                       | Anna d'Austria               | Filippo III di Spagna                 |  |  |       |  |  |                     |  |  |                        |  |
|                                        |                       | Anna d'Austria               | Margherita d'Austria-Stiria           |  |  |       |  |  |                     |  |  |                        |  |
| Elisabetta Carlotta di Borbone-Orléans |                       | Anna d'Austria               |                                       |  |  |       |  |  |                     |  |  |                        |  |
|                                        |                       | Carlo I Luigi del Palatinato | Federico V del Palatinato             |  |  |       |  |  |                     |  |  |                        |  |
|                                        |                       | Carlo I Luigi del Palatinato | Federico V del Palatinato             |  |  |       |  |  |                     |  |  |                        |  |
|                                        |                       | Carlo I Luigi del Palatinato | Elisabetta Stuart                     |  |  |       |  |  |                     |  |  |                        |  |
| Elisabetta Carlotta di Baviera         |                       | Carlo I Luigi del Palatinato |                                       |  |  |       |  |  |                     |  |  |                        |  |
|                                        |                       | Carlotta d'Assia-Kassel      | Guglielmo V d'Assia-Kassel            |  |  |       |  |  |                     |  |  |                        |  |
|                                        |                       | Carlotta d'Assia-Kassel      | Guglielmo V d'Assia-Kassel            |  |  |       |  |  |                     |  |  |                        |  |
|                                        |                       | Carlotta d'Assia-Kassel      | Amalia Elisabetta di Hanau-Münzenberg |  |  |       |  |  |                     |  |  |                        |  |
|                                        |                       | Carlotta d'Assia-Kassel      |                                       |  |  |       |  |  |                     |  |  |                        |  |

## Titoli, trattamento, onorificenze e stemma

### Titoli e trattamento
- 17 maggio 1714 – 7 novembre 1773: Sua Altezza Principessa Anna Carlotta di Lorena